# 2025 en Corée du Nord
Cette page concerne des événements qui se sont produits durant l'année 2025 du calendrier grégorien en Corée du Nord.

## Événements

### janvier
- 6 janvier : Selon les rapports de l'armée sud-coréenne, la Corée du Nord lance un missile balistique à portée intermédiaire vers la mer du Japon[1],[2].